# 파라노말 액티비티 2
《파라노말 액티비티 2》(영어: Paranormal Activity 2)는 2010년 개봉한 미국의 파운드 푸티지 초자연 공포 영화이다. 《파라노말 액티비티》(2007)의 프리퀄이다. 속편 《파라노말 액티비티 3》(2011)으로 이어진다.

## 줄거리
2006년 8월 크리스티와 대니얼의 집이 어느 날 아들 헌터의 방만 제외하고 난장판이 된다. 대니얼이 집안 곳곳에 감시 카메라를 설치하자 이현상이 포착된다.
한편 라틴아메리카인 유모 마틴은 헌터 방에서 악령의 기운을 느끼고 세이지를 태워 연기로 집을 정화하다가 대니얼에게 걸려 해고 당한다. 사실 크리스티와 동생 케이티는 어려서 악령에 시달린 경험이 있다. 대니얼의 딸 앨리는 조사를 하다가 악마에게 장손의 영혼을 바치면 부와 권력을 얻을 수 있음을 알게 된다.
저먼 셰퍼드 애비가 악령에게 공격 당해 뇌전증 발작을 일으키자 대니얼과 앨리가 애비를 수의사에게 데려간다. 헌터와 집에 남은 크리스티를 악령이 지하실로 끌고 간다. 1시간 뒤 악령에 완전히 빙의된 크리스티가 지하실에서 나온다. 크리스티가 지하실 문에 긁은 자국 "meus"은 라틴어로 "내 것"을 의미하는 단어이다. 크리스티의 다리엔 물린 자국이 생긴다.
대니얼은 후회하며 마틴에게 연락하고, 마틴은 구마를 위해 올리브유를 바른 십자가를 건넨다. 피를 나눈 친족에게 악령을 옮길 수 있다는 말에 대니얼은 그러지 말라는 앨리의 애원에도 불구하고 케이티를 선택한다. 대니얼은 크리스티에게 십자가를 쓰다가 공격을 당하고 곧 전기가 나간다. 사라진 크리스티와 헌터를 찾아 대니얼이 지하실로 내려가 크리스티의 몸에 십자가를 대자 크리스티가 쓰러지고 집이 크게 흔들린다. 대니얼은 크리스티를 눕히고 케이티의 어릴 적 사진을 태워 저주를 무난히 케이티에게 옮긴다.
3주 뒤 케이티가 찾아와 자기 집에 이상한 일 벌어지고 있다고 말한다.
10월 9일 미카를 죽인 케이티는 대니얼과 크리스티의 집에 들어와 대니얼의 목을 부러뜨리고 헌터 방에 있던 크리스티를 죽인 뒤 헌터를 납치한다.
인터타이틀은 학교 소풍을 갔던 앨리가 돌아와 가족들 시신을 발견했으며 케이티와 헌터의 행방은 오리무중이라고 알린다.

## 출연
- 스프레이그 그레이든 - 크리스티 레이 역
- 브라이언 볼런드 - 대니얼 레이, 크리스티의 남편 역
- 몰리 이프럼 - 앨리 레이, 댄의 딸 역
- 케이티 페더스턴 - 케이티, 크리스티의 언니 역
- 미카 슬로트 - 미카 역